# Portoricoscia richmondi
Portoricoscia richmondi is een pissebed uit de familie Philosciidae. De wetenschappelijke naam van de soort is voor het eerst geldig gepubliceerd in 1901 door Richardson.